# Claudio Tinaglia
Claudio Tinaglia (Bastia Umbra, 2 agosto 1949) è un allenatore di calcio ed ex calciatore italiano, di ruolo centrocampista.

## Caratteristiche tecniche
Soprannominato "Keegan" Tinaglia per via della somiglianza fisica con il più noto Kevin, fu un centrocampista esterno di ottima tecnica e grande dinamismo.

## Carriera

### Giocatore
Cresciuto nella squadra della sua città, il Bastia, nel 1966 fu prelevato dai più noti corregionali del Perugia e, dopo vari prestiti, nella prima metà degli anni 70 disputò con la maglia dei grifoni cinque campionati di Serie B, per complessive 108 gare e una rete in cadetteria. Con 28 presenze contribuì al successo biancorosso nel campionato del 1974-1975, legato alla prima promozione in Serie A degli umbri, senza tuttavia essere confermato per l'annata successiva in massima categoria. Nell'estate seguente venne infatti ceduto (insieme a Paolo Petraz e Miguel Vitulano) alla Salernitana, con cui disputò quattro campionati di Serie C nella seconda parte del decennio, ritirandosi dall'attività con la maglia granata nel 1979.

### Allenatore
Cessata l'attività agonistica ha intrapreso quella di allenatore a livello di settore giovanile, lavorando per decenni in seno al Perugia e, in seguito, nella società satellite cittadina Don Bosco.

## Palmarès

### Giocatore
- Campionato italiano di Serie B: 1

Perugia: 1974-1975